# Tobias Barreto
Para el municipio brasileño del mismo nombre, ver Tobias Barreto.
Tobias Barreto de Meneses (Vila de Campos do Rio Real, 7 de junio de 1839 — Recife, 26 de junio de 1889) fue un filósofo, poeta y jurista brasileño, integrante de la Escuela de Recife. Fue fundador del condoreirismo brasileño.
En 1882, Barreto fue seleccionado, por medio de un concurso público, para una cátedra en la Facultad de Derecho de la Universidad de Recife, en la actualidad Universidad Federal de Pernambuco.
Inicialmente influenciado por el espiritualismo francés, pasó por el naturalismo de Haeckel y Noiré en 1869 con un artículo "Sobre a religião natural de Jules Simon". En 1870, Tobias Barreto, pasó a defender el germanismo contra el predominio de la cultura francesa en Brasil. En esta época comienza, de forma autodidacta, a estudiar la lengua alemana y a algunos de sus autores teniendo como objetivo reformar las ideas filosóficas, políticas y literarias influenciado por los alemanes.
Fundó en Escada, próxima a Recife, el periódico Deutscher Kämpfer (Luchador Alemán) que tuvo poca repercusión y una corta existencia.
Tobias Barreto escribió "Estudos Alemães", importante trabajo para la difusión de sus ideas germanistas, obra muy criticada al considerarse, por algunos, que simplemente se parafraseaba a los autores alemanes.
Fue patrono de la Academia Brasileña de las Letras.

## Obras

### Filosofía
Obras completas:

- Ensaios e estudos de filosofia e crítica (1975)
- Brasilien, wie es ist (1876)
- Ensaio de pré-história da literatura alemã, Filosofia e crítica, Estudos alemães (1879)
- Dias e Noites (1881)
- Menores e loucos (1884)
- Discursos (1887)
- Polêmicas (1901)

### Poesía
- Que Mimo (1874)
- O Gênio da Humanidade (1866)
- A Escravidão (1868)
- Amar (1866)
- Glosa (1864)